# Ignasi Gozalo Salellas
Ignasi Gozalo Salellas (Dàrnius, 1977) és un investigador i professor universitari català. Doctor en Filosofia per la Universitat de Pensilvània i llicenciat en Comunicació Audiovisual per la Universitat Pompeu Fabra i en Humanitats per la UOC. Investiga sobre el pensament i la cultura visual contemporanis amb especial èmfasi en l'encreuament entre estètica i política. És també màster en Estudis Hispànics per la Universitat de Pensilvània i en Estudis Museogràfics i Teoria Crítica per la UAB. Ha donat classes en diferents institucions nord-americanes com la Universitat de Pensilvània, la Universitat Estatal d'Ohio i el Bryn Mawr College, i també va ser investigador visitant a la Universitat de Colúmbia. A 2024, compagina la docència en comunicació, disseny i filosofia a la UOC amb la col·laboració en mitjans com el Diari Ara, CTXT o Público, entre d'altres, i en institucions com el Círculo de Bellas Artes, el Museu Reina Sofia.
És autor de l'assaig L'excepcionalitat permanent (Anagrama, 2023) i coautor del volum El síntoma Trump. Qué hacer ante la ola reaccionaria (Lengua de Trapo, 2019) i de la sèrie documental ¿Qué hacer? América en la Era Trump (CTXT, 2018).